# Universidade de Coimbra - Alta e Sofia
Designa-se por Universidade de Coimbra - Alta e Sofia, o conjunto histórico-cultural classificado como Património Mundial da UNESCO em 2013, albergando 4 freguesias do Centro Histórico de Coimbra (São Bartolomeu, Sé Nova, Sé Velha e Santa Cruz) localizadas na cidade de Coimbra, em Portugal. A Universidade de Coimbra é uma das universidades mais antigas ainda em operação do mundo e a mais antiga de Portugal e dos países e regiões de língua portuguesa. 
A sua história remonta ao século seguinte ao da própria fundação da nação portuguesa, dado que foi criada em 1290, mais especificamente a 1 de março, quando o Rei D. Dinis I assinou em Leiria o documento Scientiae thesaurus mirabilis, o qual criou a própria universidade e pediu ao Papa a confirmação.
A Alta de Coimbra era onde vivia a nobreza, o clero e mais tarde os estudantes. Hoje é um local privilegiado da cidade, onde se misturam serviços (banca, seguros, comércio), séculos de história, habitação, cultura, espaços verdes e lazer.
A Rua da Sofia (parte integrante da Baixa de Coimbra) é uma famosa e grande rua de Coimbra. Tem elevada concentração de comércio, já que toda a rua é ladeada por diversas lojas, muitas delas de grandes marcas internacionais. Foi construída na primeira metade do século XVI e apresenta muitas características do tempo do Renascimento. É uma rua larga e reta, que conta com 460 metros de comprimento e 13 de largura. A rua começa na Ladeira de Santa Justa e acaba na Praça 8 de Maio. Antigamente localizavam-se nesta rua os colégios universitários.
A 7 de Julho de 2019 o Museu Nacional Machado de Castro foi integrado na área classificada pela UNESCO como Património Mundial da Humanidade.

## Breve Descrição

### Paço das Escolas
Situada numa colina com vista para a cidade, a Universidade de Coimbra cresceu e evoluiu ao longo de mais de sete séculos dentro da cidade velha (Almedina). Lá se encontram os edifícios universitários notáveis do século XII, o Mosteiro de Santa Cruz e as faculdades do século XVI, o Paço Real da Alcáçova (Paço das Escolas), que abriga a Universidade desde 1537, a Biblioteca Joanina com sua rica decoração barroca. Do século XVIII, conserva-se o Jardim Botânico, bem como a grande "Cidade Universitária", criado na década de 1940. A Universidade tornou-se uma referência no desenvolvimento de outras instituições de ensino superior no mundo de língua Portuguesa, onde também exerceu uma grande influência sobre a aprendizagem e a literatura. Coimbra oferece um excelente exemplo de uma cidade universitária integrada com uma tipologia urbana específica, bem como as suas próprias tradições cerimoniais e culturais que têm sido mantidas vivas ao longo dos tempos.